# Салон красоты (фильм, 1985)
«Салон красоты» — советский мелодраматический кинофильм 1985 года, поставленный Александром Панкратовым-Чёрным на Четвёртом творческом объединении киностудии «Мосфильм».
Премьера состоялась 12 мая 1986 года на Первой программе ЦТ.

## Сюжет
Москва середины 1980-х годов. Две лучшие подруги, Мария Иванова (Татьяна Иванова) и Офелия Журавлёва (Татьяна Васильева), работают ведущими дамскими мастерами в одной из престижных столичных парикмахерских. Офелия очень часто жалуется подруге на своего, по её мнению, непутёвого мужа — Ивана Андреевича Журавлёва (Георгий Бурков), работающего зоотехником в Московском зоопарке. Между тем, Иван Андреевич является преданным своей профессии, ибо от него зависит жизнь многих животных, некоторые из которых являются весьма дорогими и редкими. Он день и ночь занят. В результате Офелия ссорится с Иваном и уходит от него жить к Маше. Мария решает помирить Офелию со своим супругом и начинает навещать Ивана в зоопарке. Мария и Иван Андреевич в конце концов начинают понимать, что не могут жить друг без друга.

## В ролях
- Татьяна Иванова, Татьяна Васильева, Евгений Леонов-Гладышев — ведущие мастера парикмахерской № 84 (Маша, Офелия, Вадим)
- Георгий Бурков — Иван Андреевич Журавлёв, врач-ветеринар Московского зоопарка.
- Владимир Кенигсон — Пётр Максимович Лагунов, старейший мастер (салона красоты) парикмахерской № 84
- Ирина Алфёрова — Ляля, жена Вадима
- Наталья Крачковская — Софья Михайловна Крепкосольская, «хозяйка салона красоты» (заведующая) парикмахерской № 84
- Людмила Гаврилова — Наталья Деденко, мастер салона красоты
- Мария Буркова — Катя, ученица Марии Ивановой
- Мария Виноградова — Верочка, уборщица в салоне красоты
- Нина Маслова — Нина Константиновна, режиссёр телевидения
- Владимир Сошальский — Григорий Сергеевич, друг Ляли
- Вячеслав Баранов — Серёжа, жених Кати
- Георгий Мартиросян — Витюша, друг Натальи

## Съёмочная группа
- Автор сценария: Елена Зыкова
- Режиссёр-постановщик: Александр Панкратов-Чёрный
- Оператор-постановщик: Дильшат Фатхулин
- Автор музыки песен: Юрий Антонов
- Автор текста песен: Виктор Дюнин